# Weluner Land

Wappen des Landes und des modernen Powiats

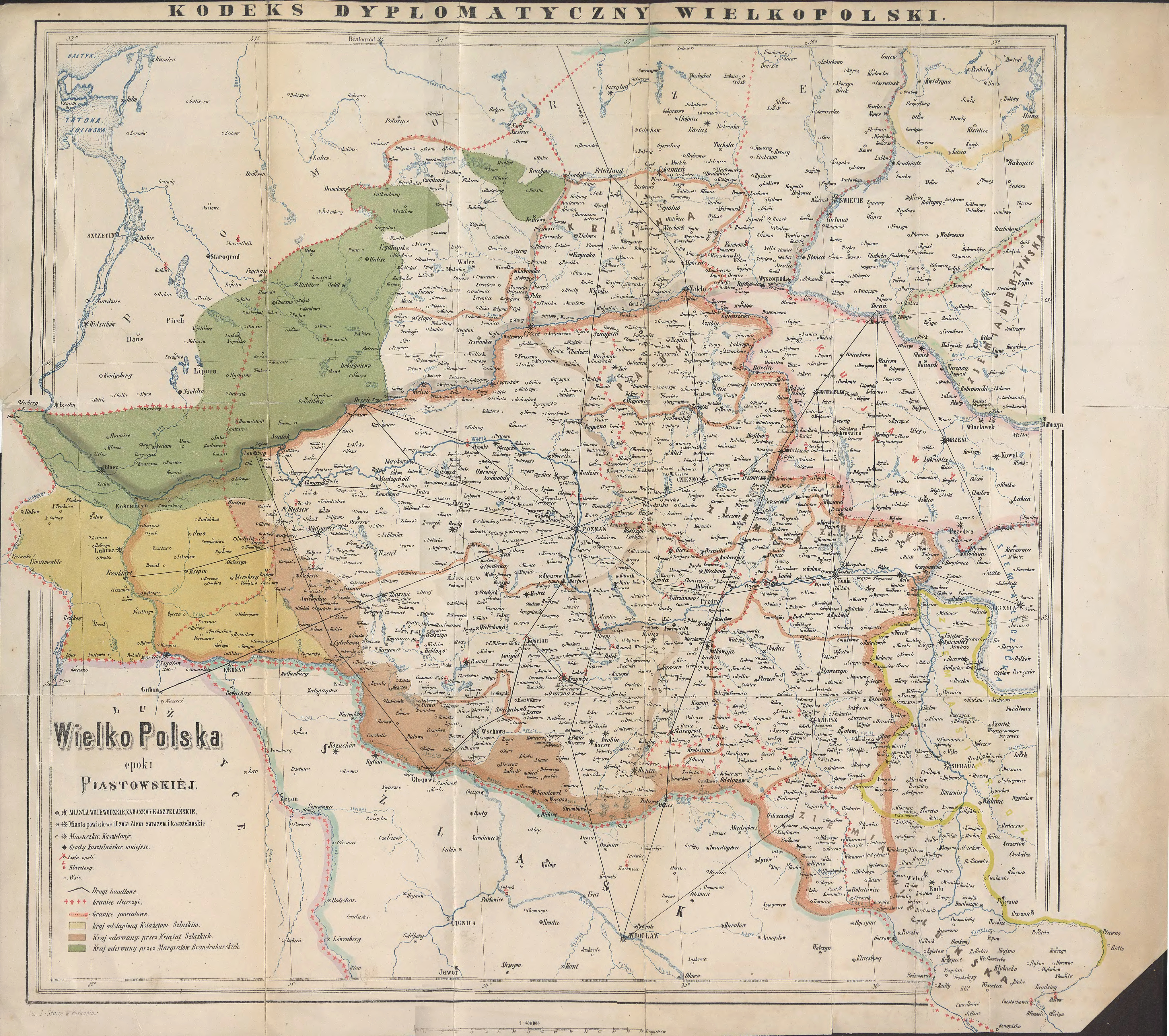
Großpolen in Codex diplomaticus Maioris Poloniae: Das Weluner Land im äußersten Südosten als eine Fusion der Kastellanei von Ruda im Erzbistum Gnesen, des ursprünglich schlesischen Gebiets um Ostrzeszów und Kępno im Bistum Breslau sowie vorläufig des kleinpolnischen Anteils um Częstochowa im Bistum Krakau in der Zeit von Wladislaus II. von Oppeln

Das Weluner Land (polnisch Ziemia wieluńska, lateinisch Terra Velumensis) war eine Verwaltungseinheit der polnischen Woiwodschaft Sieradz auf dem Gebiet der heutigen Powiate: Wieluński und Wieruszowski in der Woiwodschaft Łódź, Ostrzeszowski und Kępiński der Woiwodschaft Großpolen, sowie teilweise Oleski der Woiwodschaft Oppeln, Kłobucki der Woiwodschaft Schlesien und Pajęczański (Łódź). Hauptort war Wieluń (Welun). Andere Städte im Gebiet heute sind Ostrzeszów, Kępno, Wieruszów, Praszka, Działoszyn, Lututów, Grabów nad Prosną und Mikstat.

## Geschichte
Wahrscheinlich im späten 10. Jahrhundert entstand eine Befestigung in dem im Jahr 1106 von Gallus Anonymus erstmals erwähnten Ort Ruda (in der heutigen Gmina Wieluń), die 1136 in Ex commisso nobis unter Kastellaneien Großpolens aufgelistet wurde. 1212 wurde der erste Kastellan von Ruda namentlich (Imisław) erwähnt. 1234 war die Kastellanei im Besitz des Princeps Polens Heinrich I. von Schlesien, nach ihm gehörte sie zu Kasimir I. von Oppeln-Ratibor, dessen Ehefrau Wiola 1238 "Viola ducissa de Kalis et de Ruda" benannt wurde. 1244 gaben Przemysł I. und Bolesław VI. der Fromme den westlichen Teil der Kastellanei sowie Kalisz wieder an Großpolen. 1266 wurde die erste Stadt Bolesławiec an der Prosna erwähnt, 1277 darin auch eine Burg. Im späten 13. Jahrhundert verfiel die Burg in Ruda, der Sitz der Kastellanei wurde 1282 in damals erstmals erwähnte Wieluń verlegt, das 1283 zur Stadt erhoben wurde. Im gleichen Jahr wurden erstmals die Städte Ostrzeszów und Kępno erwähnt, damals im Kreis Kalisz. Früher gehörte dieses Gebiet westlich der Prosna politisch zu Schlesien, wurde aber am wahrscheinlichsten um das Jahr 1146 zum Teil Großpolens. Viele neue Städte trugen anfänglich deutschsprachigen Namen, besonders im Westen: Ostrzeszów – Siltperch, Kępno – Langenvort, Mikstat – Mixstad (1366), Lututów – Luthuldistath (1406). 1323 wurde Luchsberch erwähnt, möglicherweise der deutsche Name von Baranów. Im Mittelalter wurde Bolesławiec auch Bunczel benannt, ähnlich wie das niederschlesische Bolesławiec (Bunzlau). Deutschsprachige Ortsnamen auf dem Lande waren vereinzelt (Nabwisdorf, Bertoldisdorff bei Ostrzeszów, Heyda – Dąbrowa).
Von 1370 bis 1392 fungierte terra Wielunensis bzw. districtus Wielunensis zudem unter dem Oppelner Herzog Władysław II., der sich als dux Velunensis – Herzog von Wieluń titulierte. Damit meinte er auch Orte im Krakauer Land, später im Kreis Lelów: Krzepice, Olsztyn, Bobolice und Tschenstochau. Ungefähr ab dem Jahr 1420 lag das Gebiet nördlich der Liswarta in der Woiwodschaft Sieradz, worin in zwei Powiaten geteilt wurde: Ostrzeszów und Wieluń. Im späten 16. Jahrhundert hatte sie eine Fläche von 3514 km².
Erst 1401 wurden Bolesławiec und Ostrzeszów vom König dauerhaft an das Weluner Land angeschlossen.
Im späten 15. Jahrhundert erstreckte sich das Weluner Land zwischen den Flüssen Barycz im Nordwesten und Liswarta im Südosten, noch östlicher lag eine Exklave um Mstów. Inmitten fließt die Prosna, die im Süden die Grenze zu Schlesien war und flussabwärts auch die Grenze zwischen den Bistümern Gnesen und Breslau war.
Um das Jahr 1600 gab es 16 Städte im Weluner Land (Kreis Wieluń: Bolesławiec, Działoszyn, Kamion, Lututów, Osjaków, Praszka, Toporów, Wieluń, Wieruszów, Wodziczna; Kreis Ostrzeszów: Baranów, Borek (Schtetl), Grabów, Kobyla Góra, Mikstat, Ostrzeszów), nur 2 (Wieluń und Grabów) hatten über 1000 Einwohner. Im 16. Jahrhundert gab es fast 200 Dörfer, davon verzeichneten nur 4 Dörfer (Dzietrzkowice, Krzyworzeka, Łubnice, Sokolniki) jeweils mehr als 200 Einwohner.
Die Mehrheit der Einwohner gehörte der römisch-katholischen Kirche an. Um das Jahr 1600 gab es 77 Pfarreien. Die Mehrheit gehörte zum Erzbistum Gnesen, während fast der ganze Kreis Ostrzeszów mit 22 Pfarreien im äußersten Westen sowie Starokrzepice an der Liswarta im Süden zum schlesischen Breslau gehörten. Um die Jahrhundertwende des 17. Jahrhunderts bestanden außerdem 10 protestantische Gemeinden (meistens Helvetischen Bekenntnisses, also kalvinistisch): die größte Häufung der Woiwodschaft gab es im Powiat Wieluński: Cieszęcin, Danków, Działoszyn, Jaworzno, Parzymiechy, Siemianice, Trębaczów, Wieruszów, außerdem 2 im Powiat Ostrzeszowski (Myślniew und Parzynów).
Im späten 17. Jahrhundert machte die Szlachta um 2,5 % der Bevölkerung aus.
Im Zuge der zweiten polnischen Teilung kam das Land 1793 an Preußen (Provinz Südpreußen), später wurde zwischen der Provinz Posen (Teil des Powiats Ostrzeszowski, damals Kreis Schildberg und 1887 ausgegliederte Kreis Kempen in Posen) und Kongresspolen entlang der Prosna geteilt.